# Deep Blue Sea
Deep Blue Sea är en amerikansk actionfilm från 1999.

## Handling
Ett forskarlag lett av doktor McCallister (Saffron Burrows) har hittat ett ämne i hajhjärnor som kan leda till en bot mot den neurodegenerativa demenssjukdomen Alzheimers. För att få fram mer av detta ämne manipulerar man hajarna så att deras hjärnor blir större, bieffekten av detta är att hajarna också blir smartare. Forskarna har en anläggning ute till havs där forskningen bedrivs och det är också där som största delen av filmen utspelar sig när hajarna ger sig på forskarna.

## Om filmen
Deep Blue Sea regisserades av Renny Harlin och spelades in i Fox Baja Studios i Rosarito Beach, Baja California (där James Camerons storfilm Titanic hade spelats in 1996) 1998. John Knoll ledde arbetet med filmens specialeffekter.

## Rollista (urval)
- Saffron Burrows – Doktor Susan McCallister
- Stellan Skarsgård – Doktor Jim Whitlock
- Samuel L. Jackson – Russell Franklin
- Thomas Jane – Carter Blake
- LL Cool J – Sherman "Preacher" Dudley
- Michael Rapaport – Tom Scoggins
- Jacqueline McKenzie – Janice Higgins